# Elisa Fernández de la Vega
Elisa Fernández de la Vega y Lombán (Vegadeo, 1895-Zaragoza, 1933) fue una médica y profesora española, que desarrolló su actividad profesional en Galicia.

## Trayectoria
Aunque su padre, Wenceslao Fernández de la Vega, también era médico y fue el primer director del balneario de Guitiriz, en Lugo, el ánimo para emprender una carrera universitaria y un trabajo lo sacaron de su madre, Dolores Lombán, una mujer fuerte y valiente, según sus nietos, excepto en días de tormenta.
Su nombre completo era Elisa Fernanda María del Carmen Fernández de la Vega y Lombán. Junto a su hermana gemela Jimena fueron las primeras mujeres en estudiar en una universidad gallega. Fueron admitidas en la Facultad de Medicina de la Universidad de Santiago. Juntas terminaron la carrera. Elisa, como su hermana Jimena, también obtuvo la Gran Cruz de Alfonso XII, debido a su excelente expediente universitario, que concluye en el año 1919. Se presentó al concurso de Premio Extraordinario, pero como sólo había uno, éste recayó en Jimena.
Tenía pensado viajar a Alemania, con su hermana Jimena, para ampliar sus estudios, pero decide quedarse en España, en donde, en un trabajo muy intenso, imparte conferencias, escribe artículos que publicará en diversos medios de comunicación, publicaciones, etc. Entre una de sus mejores conferencias destaca la impartida en la Universidad Central titulada "Educación y carácter", y de las publicaciones: "La orientación profesional como base para la elección de profesiones", "Profilaxis de los accidentes", etc. y un manual para enfermedades, que no llegó a publicarse, lo tenía listo para ser puesto a disposición del público. Sus investigaciones supusieron un claro avance en los estudios sobre el sistema respiratorio. Desarrolló su trabajo en el Hospital del Niño Jesús en Madrid, bajo las órdenes del doctor Cavengt.
Interrumpió su labor en Madrid al contraer matrimonio con Gumersindo Sánchez Guisande, en 1925. La carrera profesional de Elisa tuvo continuidad luego en la ciudad de Zaragoza, a donde se trasladó con su familia cuatro años más tarde, después de haber estado viviendo en Sevilla, donde su marido era decano de la Facultad de Medicina. En Zaragoza, su esposo también llegó a decano de la Facultad de Medicina, de la Universidad de Zaragoza, donde ella colabora con clases prácticas de Embriología e imparte numerosas conferencias científicas en diversas universidades de España.
Llegó a fundar un albergue para indigentes. El 21 de noviembre de 1933, con sólo 38 años, fallece en Zaragoza de una neumonía atípica, enfermedad que ella misma se diagnosticó. Viéndose morir, pidió que llamaran a Jimena, que era becaria en Roma.
Entre 2004 y 2010, una sobrina suya, María Teresa Fernández de la Vega, fue vicepresidenta primera del gobierno de José Luis Rodríguez Zapatero.

## Honores
- Abril de 1996, la Junta de Galicia y la Universidad de Santiago de Compostela dedicó a ambas, Elisa y Jimena, el Premio «Vitor»
- 2005: la Asociación Filatélica Vegadense «Río Suarón» dedicó su 9º Matasellos Especial a conmemorar el 110.º aniversario del nacimiento de Jimena y Elisa Fernández de la Vega y Lombán.
- Marzo 2021, el Ayuntamiento de Vegadeo inaugura una escultura en homenaje a las hermanas Elisa y Jimena Fernández de la Vega, que puede verse en el parque del Medal.

### Epónimos
- 10 de marzo de 1997: en Vegadeo: una calle recuerda el nombre de las dos primeras médicas asturianas
- Compostela: una residencia universitaria de Compostela[3]